# Manič-Gudilo
Manič-Gudilo, Boljšoj Manič, Gudilo (ruski: Ма́ныч-Гуди́ло, Большой Маныч, Гудило) je veliko slano umjetno jezero koje većim dijelom prolazi kroz rusku republiku Kalmičku, a manjim dijelom kroz Rostovsku oblast i Stavropoljski kraj. Površina jezera iznosi 344 km2, a prosječna dubina jezera oko 0.6 metara.
Jezero Manič-Gudilo je glavni izvor vode za rijeku Zapadni Manič, koje teče prema sjeveroistoku kroz četiri rezervoara te se ulijeva u blizini ušća rijeke Don nedaleko od grada Rostova na Donu. 
Temperature u okolnom području nalaze se u rasponu od -30 °C tijekom zime i 40 °C tijekom ljeta. Područje jezera je dom mnogim ptičijim vrstama te Rezervat Černie zemli.
Svjetski porast razine mora od otprilike 25 metara uzrokovao bi rast površine oceana na razini većoj od najviše točke područja između oceana i Kaspijskoga jezera, time stvarajući uzak kanal koji prostire jezero u području između Azovskog mora i Kaspijskog jezera, potencijalno stavljajući područje Kaspijske depresije pod vodu.

## Vanjske poveznice
|  | Zajednički poslužitelj ima još gradiva o temi Manič-Gudilo |